# Rebrișoara, Bistrița-Năsăud
Rebrișoara este satul de reședință al comunei cu același nume din județul Bistrița-Năsăud, Transilvania, România. Se află într-o zonă muntoasă.

## Așezare
Localitatea Rebrișoara este situată în partea central-nordică a județului, în bazinul Someșului Mare, la o distanță de 24 de kilometri de municipiul Bistrița și 2 km de orașul Năsăud.

## Scurt istoric
În 1440 actul de donație al Reginei Elisabeta de Luxemburg către comitele secuilor cuprinde mai multe sate din Valea Rodnei între care Felso-Rebra - Rebra de Sus și als Rebra - Rebra de Jos. Intrate de timpuriu în structurile feudale ale regatului Ungariei, satele someșene și-au conservat multă vreme formele de organizare și libertățile comunitare legate de existenta obștilor sătești și ale instituției cnezatului și voievodatului. Într-un document din 1486 se afirma că, cneazul Ioan și românii din Rebrișoara se conduceau după legile nescrise ale românilor. La 1503 este amintit voievodatul de pe Valea Rebrei care la acea dată avea în frunte pe voievodul Pașcu din Rebra și de care ascultau cnezii din Salva, Rebrișoara, Zagra, Mocod și Telciu.
În 1453 satele văii Rodnei au fost acordate lui Iancu de Hunedoara, comite perpetuu al districtului Bistrița. După desființarea comitatului, Matei Corvin include Valea Rodnei la orașul Bistrița. În registrele asupra contribuției strânse de orașul Bistrița din satele Văii Rodnei figurează Rebre minor însemnând „Rebrișoara” sau „Klain - Rebre” (1577).
Într-o scrisoare a șoltuzului Sucevei din anul 1638 este amintit Grigore, feciorul popii din Rebrișoara.
La 1642 satul avea 43 de gospodării dintre care 8 familii cu câte două perechi de boi, 16 cu câte o pereche de boi, iar 12 fără animale de tracțiune.
În anul 1691 Popa Toma și Toader și cu toți sătenii, cu mici cu mari, tineri și bătrâni jurau credință împăratului habsburgic Leopoldus.
Conscripția din 1733 înregistra Rebrișoara ca sat românesc cu 219 familii și 5 preoți uniți (greco-catolici) și un preot ortodox, cu două biserici din lemn.
Înființarea graniței militare în 1762 duce la cuprinderea satului în structura militară cu toate consecințele pe plan economic, social, cultural și în ceea ce privește statutul locuitorilor, deveniți oameni liberi, dispunând de resurse pentru a-și întreține familiile și pentru a-și asigura echipamentul militar.
În hotarul satului se mai afla la 1767 o mănăstire, locuită la acea dată de un preot de mir.
Gersa a fost o vreme îndelungată parte a teritoriului Rebrișoara. Tradiția vorbește de existența unui grup de locuințe sub dealul „Gruiu” unde erau așezate mai multe familii de ruși care au fost nimicite, înainte de 1848 de o alunecare de teren.
După desființarea graniței militare, localitatea beneficiază, împreună cu celelalte sate grănicerești pentru susținerea socială și culturală a membrilor comunității.

## Demografie
La 1900 număra 619 case, cu 3.095 locuitori, din care 3.046 români și 42 evrei.
La recensământul din 1930 Rebrișoara avea o populație de 4.129 de locuitori, din care 4.046 români, 75 evrei, 5 maghiari ș.a. Sub aspect confesional populația era alcătuită din 4.042 greco-catolici, 75 mozaici, 6 ortodocși ș.a.
La recensământul din anul 1966 s-au înregistrat 2.350 de locuitori.

## Caracteristicile reliefului
Cea mai mare parte a teritoriului localității Rebrișoara se încadrează din punct de vedere geomorfologic și sub numele de Țara Năsăudului. Dealurile Năsăudului se caracterizează prin prezența formațiunilor oligocene, ca o structură monoclinală, puternic etajate și prin altitudini cuprinse între 1.600–1.700 m.
Jumătatea nordică aparține masivului cristalin al munților Rodnei, cu altitudini de peste 2.000 m cu vârful Țapului de 2.224 m. Munții Rodnei sunt constituiți din șisturi cristaline epizonale și formațiuni sedimentare vechi, injectate uneori cu gresii, diolite și granite. Relieful are un aspect variat, de la fenomenele glaciare (la peste 1.800 m) la cele periglaciare, sub 1.800 m și carstice (complexul carstic Izvorul Tăușoarelor).
Localitatea Rebrișoara s-a dezvoltat pe treptele de relief majore, de-a lungul cursurilor de apă în zona de luncă îngustă, cu lărgiri depresionare, dar și pe principalele artere de circulație.

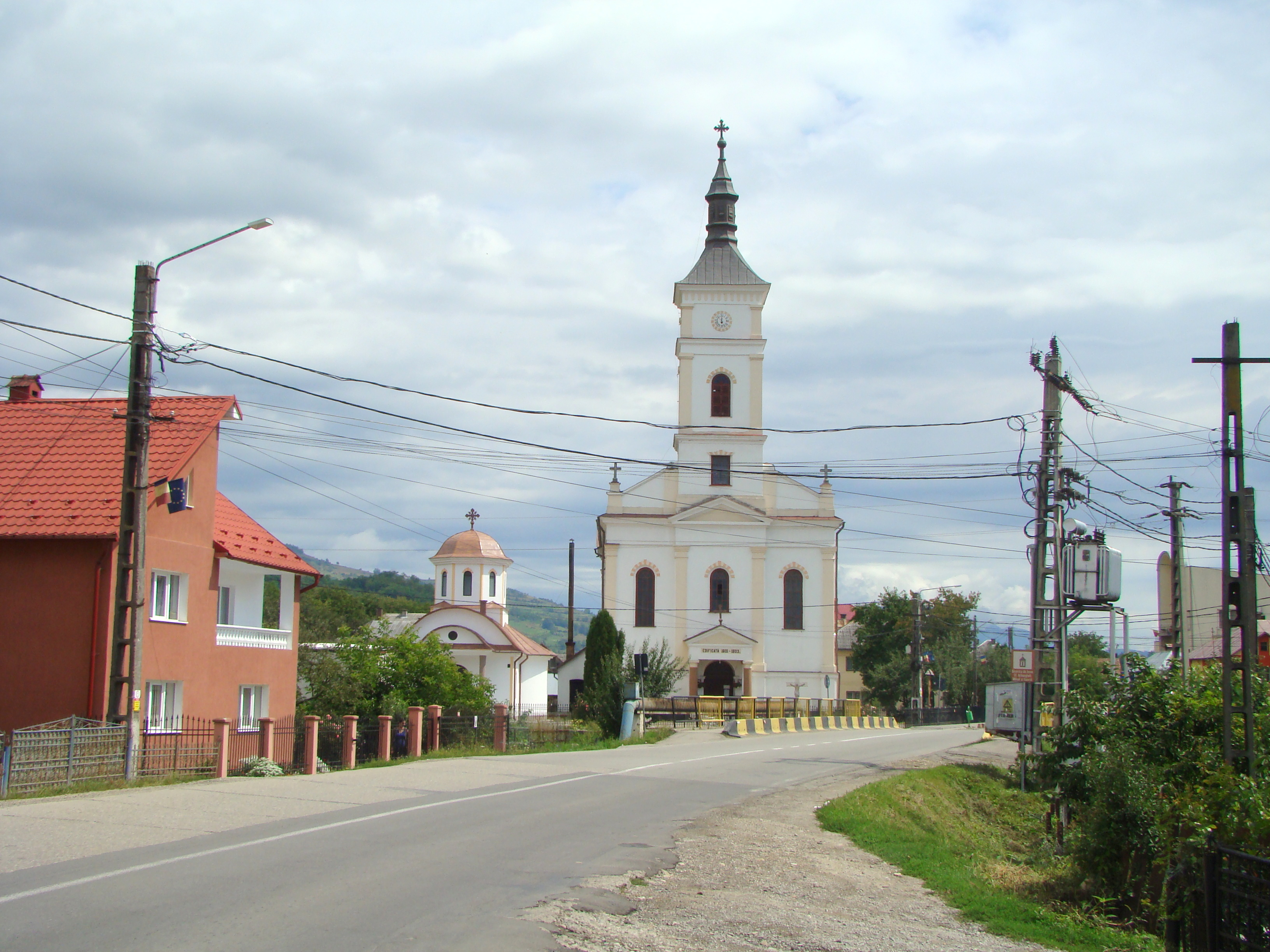
Biserica „Sfinții Arhangheli Mihail și Gavriil”, construcție din anul 1901.

## Rețeaua hidrografică
În zona Rebrișoara, rețeaua hidrografică aparține bazinului hidrografic Someșul Mare cu afluentul său de dreapta (V.Gersei) cu o lungime de 23 km. Densitatea rețelei hidrografice este cuprinsă între 0,7–0,9 km/km², regimul de scurgere e permanent, cu debit maxim la sfârșitul primăverii (mai–iunie) și minim la sfârșitul verii (august–septembrie).

## Clima
Teritoriul studiat se află într-o zonă de climat temperat-continental, cu temperatura medie anuală cuprinsă între 6–8 °C. Precipitațiile medii multianuale sunt de 700–800 mm. Cea mai ploioasă lună este iunie iar cea mai secetoasă este ianuarie. Vânturile dominante sunt cele vestice, iarna pătrund curenții de natură polară nordică și cei nord-vestici.

## Sărbători locale
Zilele Rebrișoarei - Rebrișoreana

## Obiective turistice
- Rezervația Tăușoare-Zalion (71 ha).
- Masivul cristalin al Munților Rodnei, cu altitudini de peste 2000 de metri

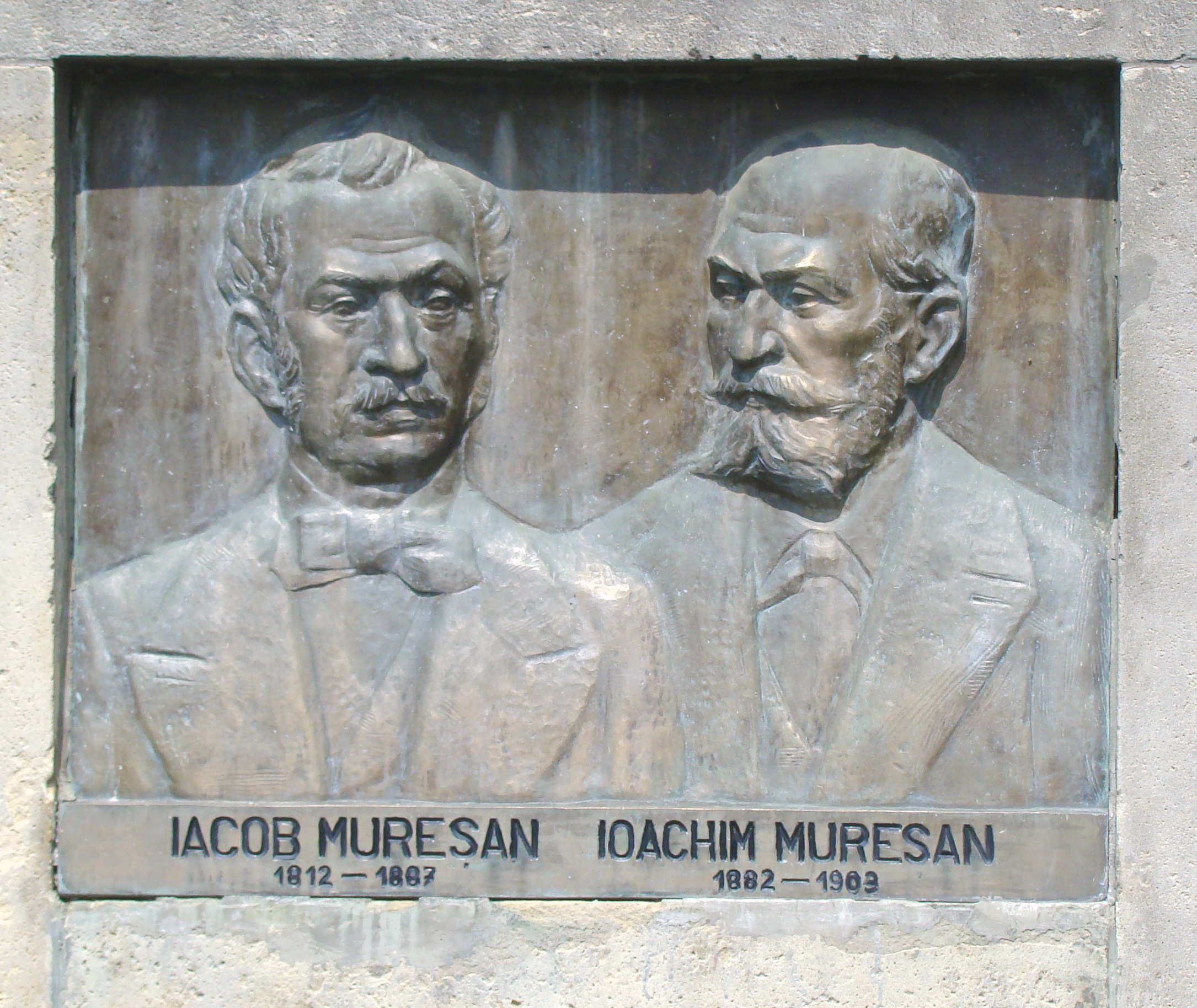
Relief de bronz închinat lui Iacob și Ioachim Mureșan (monument istoric)

## Personalități
- Iacob Mureșianu (1812-1887), publicist, poet și om politic, membru de onoare al Academiei Române.
- Cristian Pomohaci, cântăreț român de muzică populară și religioasă.